# 結城剛志
結城 剛志（ゆうき つよし、1977年 - ）は、日本の経済学者、埼玉大学経済学部准教授。理論経済学、経済学説・経済思想専攻。山形県出身
2001年、國學院大學経済学部を卒業して、東京大学大学院に進学する。2010年に博士（経済学）を取得。2009年に埼玉大学経済学部講師となり、2011年4月より准教授となった。
2014年、経済理論学会奨励賞を受賞した。